# Kertesziomyia conducta
Kertesziomyia conducta är en tvåvingeart som först beskrevs av Walker 1858.  Kertesziomyia conducta ingår i släktet Kertesziomyia och familjen blomflugor. Inga underarter finns listade i Catalogue of Life.